# هيديتوشي ناكاتا
هيديتوشي ناكاتا (باليابانية: 中田 英寿) (بالإنجليزية: Hidetoshi Nakata)‏ ، من مواليد 22 يناير 1977 في ياماناشي في اليابان، وهو لاعب كرة قدم ياباني سابق، وكان أحد أفضل اللاعبين الآسيويين المحترفين في أوروبا، وقد لعب لعدة أندية شهيرة مثل نادي روما ونادي بولتون واندرز الإنجليزي.

## مشواره الرياضي
بدأ ناكاتا مسيرته الكروية في عام 1995 مع نادي شونان بلمار، ولعب له لمدة 3 مواسم وشارك خلالها في 85 مباراة وسجل 16 هدف، وفي عام 1998 انتقل إلى أوروبا ولعب مع نادي بيروجيا الإيطالي، واستمر باللعب معهم لمدة سنتين، وشارك خلالها في 48 مباراة وسجل 12 هدف، وفي موسم 2000/2001 انتقل إلى نادي روما الإيطالي، وساعدهم على الفوز بالدوري الإيطالي، وقد لعب في ذلك الموسم 30 مباراة وسجل 5 أهداف.
و في عام 2001 انتقل إلى نادي بارما الإيطالي، ولعب معه لمدة ثلاثة مواسم، وشارك خلالها في 67 مباراة وسجل 5 أهداف، وفي عام 2004 أعير إلى نادي بولونيا الإيطالي، ولعب معهم 17 مباراة وسجل هدفين، وفي موسم 2004/2005 انتقل إلى نادي فيورنتينا، ولعب معهم 26 مباراة ولم يسجل أي هدف، وفي موسم 2005/2006 انتقل إلى نادي بولتون واندرز الإنجليزي، ولعب معهم 16 مباراة وسجل هدف واحد.
و قد لعب ناكاتا مع منتخب اليابان لكرة القدم في كأس العالم لكرة القدم 1998 وكأس العالم لكرة القدم 2002 وكأس العالم لكرة القدم 2006، وقد شارك مع منتخب اليابان لكرة القدم في 77 مباراة وسجل 11 هدف، وفي عامي 1997 و1998 اختير أفضل لاعب لقارة آسيا.
قد صرح ناكاتا بأن المسلسل الكارتوني الكابتن تسوباسا كان مصدر الهامة في صغره.
اعتزل ناكاتا مبكراً بعمر 29 سنة وسبب اعتزاله انه صرح بعد اعتزاله ب7 سنوات قائلا:(لقد اعتزلت عندما ادركت ان كرة القدم لم تعد لعبة بل تجارة)، وأضاف «اعتزالي المبكر لم يكن قراراً سهلاً، لكن القرار جاء بعدما لم أشعر أنني ألعب مع فريق، وإنما ألعب مع جماعة أخرى من أجل المال وليس من أجل المتعة، لم يعد الفريق عائلة».

## وصلات خارجية
- هيديتوشي ناكاتا على موقع الاتحاد الدولي (مؤرشف)  (الإنجليزية)
- هيديتوشي ناكاتا على موقع رابطة كرة القدم اليابانية للمحترفين (اليابانية)
- هيديتوشي ناكاتا على موقع قاعدة بيانات كرة القدم.إي يو (الإنجليزية)
- هيديتوشي ناكاتا على موقع ناشيونال فوتبول تيمز (الإنجليزية)
- هيديتوشي ناكاتا على موقع Soccerway.com (الإنجليزية)
- هيديتوشي ناكاتا على موقع عالم كرة القدم.نت (الإنجليزية)
- هيديتوشي ناكاتا على موقع كووورة
- هيديتوشي ناكاتا على موقع اللجنة الأولمبية الدولية (الإنجليزية)
- هيديتوشي ناكاتا على موقع أوليمبيديا (الإنجليزية)

- Nakata Hidetoshi official web site
- Career profile and stats at FootballDatabase
- Player profile at official كأس العالم لكرة القدم 2006 site
- Hidetoshi Nakata Revealed, on CNN.com

| سبقه · إيران خداداد عزيزي | أفضل لاعب آسيوي 1997، 1998 | تبعه · إيران علي دائي |